# Ælfric d'Eynsham
Pour les articles homonymes, voir Ælfric.
Ælfric est un écrivain et religieux anglo-saxon né vers 950 et mort vers 1010. Abbé du monastère bénédictin d'Eynsham, dans l'Oxfordshire, il a laissé une œuvre écrite conséquente, notamment des homélies, qui lui vaut d'être surnommé Ælfric Grammaticus (« Ælfric le Grammairien ») ou Ælfric l'Homéliste. Il emploie le vieil anglais d'une manière si claire et méthodique que ses textes servent de base à l'étude moderne de cette langue.

## Biographie
Les seules informations d'ordre biographique concernant Ælfric sont celles qui subsistent dans ses propres écrits. Il porte un nom très courant à l'époque et les historiens l'ont longtemps confondu avec son contemporain Ælfric d'Abingdon, archevêque de Cantorbéry de 995 à 1005, ou bien avec Ælfric Puttoc, archevêque d'York de 1023 à 1051. Ce n'est qu'en 1855-1856 que le chercheur allemand Eduard Dietrich identifie de manière définitive l'homéliste comme un individu distinct des deux archevêques et établit une liste presque complète de ses œuvres.
Les écrits d'Ælfric suggèrent qu'il est natif du Wessex. Il devient moine à Winchester, peut-être entre 964 et 970, et reçoit l'enseignement d'Æthelwold de Winchester, l'un des principaux promoteurs de la réforme bénédictine. Vers 987, il est envoyé à l'abbaye de Cerne, dans le Dorset, vraisemblablement pour prendre en charge l'école de ce monastère tout juste fondé par le thegn Æthelmær. Il semble y être resté jusqu'en 1005, date à laquelle il devient le premier abbé de l'abbaye d'Eynsham, un monastère dans l'Oxfordshire refondé par Æthelmær. Il meurt vers 1010, âgé d'une soixantaine d'années. Ses écrits suggèrent qu'il a voyagé dans le Nord de l'Angleterre et en Italie.

## Œuvres
La majeure partie de l'œuvre connue d'Ælfric est en vieil anglais. Chronologiquement, son plus ancien texte connu est les Sermones Catholici, deux séries de 40 homélies écrites dans la première moitié des années 990, un projet encouragé par l'archevêque de Cantorbéry Sigéric. Il en subsiste une trentaine de copies manuscrites, dont une annotée par Ælfric lui-même. Il produit une troisième série d'homélies peu après à la demande de l'ealdorman Æthelweard et de son fils Æthelmær. Alors que les deux premières abordent des sujets variés, la troisième est à davantage visée hagiographique et semble conçue pour être lue plutôt que prêchée.
Vers 998, Ælfric rédige une grammaire latine et un colloquium, recueil de petits dialogues bilingues latin / vieil anglais à visée pédagogique. Ce texte est ultérieurement révisé par un de ses élèves, Ælfric Bata. Il produit également des traductions et des paraphrases de l'Ancien Testament en vieil anglais qui forment une partie du texte de l'Hexateuque vieil-anglais, un manuscrit enluminé réalisé dans le deuxième quart du XIe siècle.
La langue employée par Ælfric se distingue par sa clarté. Contrairement à d'autres auteurs, qui favorisent une syntaxe complexe et un vocabulaire obscur, il s'attache à employer des termes et des structures simples, sans pour autant sacrifier le style. Ses textes les plus tardifs témoignent de l'influence de la poésie vieil-anglaise, notamment dans son usage de l'allitération.
La production latine d'Ælfric est beaucoup plus réduite et se limite à des hagiographies des évêques de Winchester Swithun et Æthelwold. Il s'agit de versions simplifiées de textes rédigés en style herméneutique, conçus pour être compréhensibles du plus grand nombre.

## Postérité
L'œuvre d'Ælfric est très populaire durant les deux siècles qui suivent sa mort et elle est abondamment copiée. Durant la Réforme anglaise, l'archevêque Matthew Parker se penche sur ses écrits. En 1566, il publie dans A Testimonie of Antiquity la première édition moderne d'un de ses textes, le sermon de Pâques qui constitue la quinzième homélie de son deuxième recueil. Aux yeux de Parker, le sermon d'Ælfric se lit comme un rejet de la doctrine de la transsubstantiation, ce qui correspond à la vision anglicane de la question. Il procède cependant à une simplification de l'argumentaire d'Ælfric, qui avait inséré dans son sermon le récit de deux miracles qui contrebalancent son propos mais que Parker considère comme des interpolations.
L'expression d'Ælfric est si claire que ses textes servent de base à l'étude moderne du vieil anglais.

### Éditions
- (en) Martin Blake (éd.), Ælfric's De temporibus anni, Cambridge, D. S. Brewer, 2009.
- (en) Gabriella Corona (éd.), Ælfric's Life of Saint Basil the Great : Background and Content, Cambridge, D. S. Brewer, 2006, 272 p. (ISBN 978-1-84384-095-4).
- (en) G. N. Garmonsway (éd.), Ælfric's Colloquy, Exeter, University of Exeter, 1978.
- (en) Robert Upchurch (éd.), Ælfric's lives of the virgin spouses : with modern English parallel-text translations, Exeter, University of Exeter Press, 2007, 297 p. (ISBN 978-0-85989-780-8).
- (en) Jonathan Wilcox (éd.), Ælfric's Prefaces, Durham, Durham Medieval Texts, 1996 (ISBN 978-0-9505989-7-0).

### Études
- Marguerite-Marie Dubois, Ælfric, sermonnaire, docteur et grammairien, Paris, Droz, 1942.
- (en) R. D. Fulk et Christopher M. Cain, A History of Old English Literature, Chichester, Wiley-Blackwell, 2013, 492 p. (ISBN 978-1-118-45323-0).
- (en) Malcolm Godden et Michael Lapidge, The Cambridge Companion to Old English Literature, Cambridge, Cambridge University Press, 1991 (ISBN 978-0-511-22177-4).
- (en) Malcolm Godden, « Ælfric of Eynsham [Ælfric Grammaticus, Ælfric the Homilist] (c. 950–c. 1010) », dans Oxford Dictionary of National Biography, Oxford University Press, 2004 (lire en ligne ).
- (en) Hugh Magennis et Mary Swan, A Companion to Ælfric, Leyde, Brill, 2009, 466 p. (ISBN 978-90-04-17681-2, lire en ligne).
- (en) John D. Niles, The Idea of Anglo-Saxon England 1066-1901 : Remembering, Forgetting, Deciphering, and Renewing the Past, Chichester (GB)/Hoboken, Wiley-Blackwell, 2015, 448 p. (ISBN 978-1-118-94332-8, lire en ligne).